# Softwarové noviny
Softwarové noviny (podtitul list zájemců o moderní programové vybavení, ISSN 1210-8472) byl počítačový časopis s mottem „o počítačích s názorem, přehledem a nadhledem“. 
Počítačový měsíčník, vydávaný JZD Agrokombinát Slušovice, vycházel 15 let.  Rozsahem měl přes 100 stran. Začal vycházet v roce 1991. Časopis vycházel s CD-ROM se softwarem jako přílohou.
V roce 2006 byl přejmenován na Click! ISSN 1801-2345 a pro tímto názvem vycházel do roku 2008. 
Jeho vydavatelem bylo Vydavatelství Softwarové noviny, s. r. o. Zakladatelem a prvním šéfredaktorem byl Petr Koubský. V roce 1998 se jeho vedení na několik měsíců ujal Zbyšek Bahenský, po jeho odchodu z vydavatelství to byl opět Petr Koubský. Od února 2002 do února 2006 jej vedl Ivo Minařík, od té doby až do prodeje časopisu vydavatelství Grafika Publishing (prosinec 2007) to byl Jiří Vítek.